# 廣末陸
廣末 陸（ひろすえ りく、1998年7月6日 - ）は、東京都足立区出身のプロサッカー選手。JFL・ラインメール青森FC所属。ポジションはゴールキーパー（GK）。

## 来歴
小学生時はPK戦になるとGKを務める 技巧派のフォワード（FW）だった。FC東京からはGKとして評価されたため、中学生時より同クラブのU-15チームに加入しGKに専念。山口瑠伊らとのポジション争いこそ制したが、シュートストップ力と身長が足りずU-18には昇格できなかった（山口と波多野豪が昇格）。
高円宮杯U-18プレミアリーグ参加校を希望し、2014年に青森山田高校へ進学。入学早々レギュラーに抜擢された。ポジショニングや得意としていた足元の技術を磨き、同世代随一の多様で正確なキックを放つGKとして高い評価を得た。3年時には、高円宮杯EASTで優勝し、同チャンピオンシップ広島ユース戦でも自身のセーブとゴールでPK戦を制し青森山田の全国優勝に貢献、MVPを獲得した。同年度の高校選手権では瞬発力と冷静な判断で鉄壁を築き決勝進出。決勝戦の前橋育英高校戦でもビッグセーブに加えて高精度のキックで得点に絡む攻守に大車輪の働きで 大勝。青森山田を初優勝に導いた。大会を通じて優秀選手の一人に選出された。
2017年、ユース年代を過ごしたFC東京に加入。当初はプロの展開の速さに戸惑ったが、3月25日のJ3第3節相模原戦でU-23チームのメンバーとしてJリーグ初出場。無失点勝利でのプロデビューを飾った。U-23では2年間で27試合に出場したが、トップチームでの出場機会は得られなかった。
2019年、J2・レノファ山口FCに育成型期限付き移籍で加入。2020年はFC町田ゼルビアに期限付き移籍した。2年間で公式戦出場は山口時代の天皇杯1試合のみであった。
2021年、JFLのラインメール青森FCに完全移籍。加入初年度から守護神として活躍し、2023年にはJFLベストイレブンに選ばれた。

## 得点
2021年に青森へ移籍した後はゴールキーパーながら毎年公式戦で得点を挙げており、2024年には4年連続でゴールを挙げたことが2024年9月16日に放送されたテレビ朝日の『激レアさんを連れてきた。』で取り上げられ、本人も出演した。
- 2021年7月25日、JFL第18節・高知ユナイテッドSC戦の90+4分にゴール前に上がり、ダイレクトボレーシュートでプロ初ゴールを挙げる。[22]。
- 2022年8月28日、JFL第19節・FC TIAMO枚方戦の後半8分にPKで得点を挙げ2年連続ゴールを達成[23]。
- 2023年7月10日、JFL第15節・Honda FC戦の後半38分にコーナーキックからヘディングシュートで得点を挙げ3年連続ゴールを達成[24]。
- 2024年3月10日、JFL開幕節・ミネベアミツミFC戦の90+4分に同点弾となるPKを決め4年連続ゴールを達成[25]。
- 2025年6月11日、第105回天皇杯2回戦・横浜F・マリノス戦の35分に先制点となるPKを決め、公式戦5年連続ゴールを達成[26]。同年7月16日の3回戦・ブラウブリッツ秋田戦でも31分にPKから得点を挙げている[20]。

## 所属クラブ
- 中北少年サッカークラブ[2]（足立区立中川北小学校）

（FC東京スクールアドバンスクラス）
- 2011年 - 2013年 FC東京U-15深川（足立区立第十三中学校）
- 2014年 - 2016年 青森山田高等学校
- 2017年 - 2020年  FC東京
  - 2019年  レノファ山口FC（期限付き移籍）
  - 2020年  FC町田ゼルビア（期限付き移籍）
- 2021年 -   ラインメール青森FC

## 個人成績
| 国内大会個人成績 | 国内大会個人成績 | 国内大会個人成績 | 国内大会個人成績 | 国内大会個人成績 | 国内大会個人成績 | 国内大会個人成績 | 国内大会個人成績 | 国内大会個人成績 | 国内大会個人成績 | 国内大会個人成績 | 国内大会個人成績 |
| 年度             | クラブ           | 背番号           | リーグ           | リーグ戦         | リーグ戦         | リーグ杯         | リーグ杯         | オープン杯       | オープン杯       | 期間通算         | 期間通算         |
| 年度             | クラブ           | 背番号           | リーグ           | 出場             | 得点             | 出場             | 得点             | 出場             | 得点             | 出場             | 得点             |
| 日本             | 日本             | 日本             | 日本             | リーグ戦         | リーグ戦         | リーグ杯         | リーグ杯         | 天皇杯           | 天皇杯           | 期間通算         | 期間通算         |
| ---------------- | ---------------- | ---------------- | ---------------- | ---------------- | ---------------- | ---------------- | ---------------- | ---------------- | ---------------- | ---------------- | ---------------- |
| 2017             | FC東京           | 30               | J1               | 0                | 0                | 0                | 0                | 0                | 0                | 0                | 0                |
| 2018             | FC東京           | 30               | J1               | 0                | 0                | 0                | 0                | 0                | 0                | 0                | 0                |
| 2019             | 山口             | 50               | J2               | 0                | 0                | -                | -                | 1                | 0                | 1                | 0                |
| 2020             | 町田             | 31               | J2               | 0                | 0                | -                | -                | -                | -                | 0                | 0                |
| 2021             | 青森             | 17               | JFL              | 26               | 1                | -                | -                | -                | -                | 26               | 1                |
| 2022             | 青森             | 17               | JFL              | 30               | 1                | -                | -                | -                | -                | 30               | 1                |
| 2023             | 青森             | 17               | JFL              | 27               | 1                | -                | -                | -                | -                | 27               | 1                |
| 2024             | 青森             | 17               | JFL              | 26               | 1                | -                | -                | -                | -                | 26               | 1                |
| 2025             | 青森             | 17               | JFL              |                  |                  | -                | -                |                  |                  |                  |                  |
| 通算             | 日本             | 日本             | J1               | 0                | 0                | 0                | 0                | 0                | 0                | 0                | 0                |
| 通算             | 日本             | 日本             | J2               | 0                | 0                | -                | -                | 1                | 0                | 1                | 0                |
| 通算             | 日本             | 日本             | JFL              | 109              | 4                | -                | -                | -                | -                | 109              | 4                |
| 総通算           | 総通算           | 総通算           | 総通算           | 109              | 4                | 0                | 0                | 1                | 0                | 110              | 4                |

| 2017   | F東23  | 30     | J3     | 12 | 0 | 12 | 0 |
| 2018   | F東23  | 30     | J3     | 15 | 0 | 15 | 0 |
| 通算   | 日本   | 日本   | J3     | 27 | 0 | 27 | 0 |
| 総通算 | 総通算 | 総通算 | 総通算 | 27 | 0 | 27 | 0 |

- 2017年3月25日：Jリーグ初出場 vs SC相模原 (味の素フィールド西が丘)

## タイトル

### チーム
青森山田高校
- 高円宮杯U-18サッカーリーグ プレミアリーグEAST (2016年)
- 高円宮杯U-18サッカーリーグ チャンピオンシップ (2016年)
- 全国高等学校サッカー選手権大会 (2016年)

### 代表
U-19日本代表
- AFC U-19選手権 (2016年)

### 個人
- 日本クラブユースサッカー選手権 (U-15)大会MIP (2013年)
- 日本クラブユースサッカー選手権 (U-15)大会 優秀選手 (2013年)
- 全国高等学校サッカー選手権大会 優秀選手 (2015年, 2016年)
- 全国高等学校総合体育大会サッカー競技大会 優秀選手 (2016年[27])
- 高円宮杯U-18サッカーリーグ チャンピオンシップ・MVP（2016年）
- JFLベストイレブン（2023年）

## 代表歴
- U-18日本代表
  - Panda Cup (2015年)
  - SBSカップ 国際ユースサッカー (2015年)
  - 長安フォードカップ CFA 国際ユース(U-18)フットボールトーナメント青島 (2015年)
  - AFC U-19選手権2016・予選（2015年）
- U-19日本代表
  - 水原JSカップ (2016年)
  - バーレーン U-19カップ (2016年)
  - SBSカップ 国際ユースサッカー (2016年)
  - AFC U-19選手権2016 (2016年）
- 日本高校サッカー選抜
  - NEXT GENERATION MATCH（2017年）
  - デュッセルドルフ国際ユースサッカー大会（2017年）